# La Miquelona
La Miquelona o Ca la Miquela fou una masia del terme municipal del Figueró, pertanyent a la comarca del Vallès Oriental.
Les poques restes conservades són a la dreta del Congost i també a la dreta del torrent dels Fondos del Bac, al nord-oest del terme, molt a prop del límit amb Sant Martí de Centelles i amb Sant Quirze Safaja. És també a llevant del Salt del Prat, al nord del Prat i del Castell de Montmany.
Fou abandonada a la darreria del segle xix o el principi del segle xx.